# Ōkubi

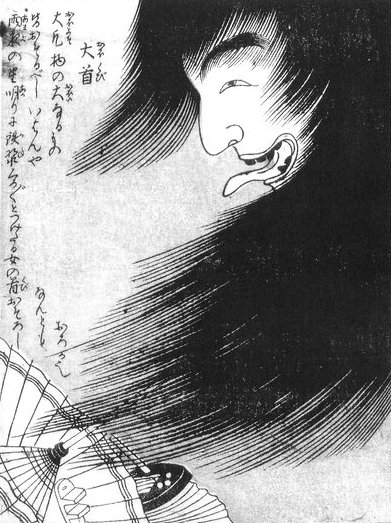
Ilustrado por Toriyama Sekien.

Ōkubi (大首) é um youkai japonês. É descrito como cabeças gigantes de homens ou mulheres que voam pelo céu. Quando um õkubi é avistado é um sinal de que um grande desastre irá acontecer, talvez um tufão, terremoto, maremoto ou incêndios. Õkubi não são perigosos e desaparecem rápido depois da primeira catástrofe.